# Goathurst
Goathurst – wieś w Anglii, w hrabstwie Somerset, w dystrykcie (unitary authority) Somerset. Leży 52 km na południowy zachód od miasta Bristol i 210 km na zachód od Londynu. W 2001 miejscowość liczyła 222 mieszkańców.